# تسنووو (استان روسه)
تسنووو (به بلغاری: Tsenovo) یک منطقهٔ مسکونی در بلغارستان است که در شهرستان تسنوفو واقع شده‌است.
 تسنووو  ۱٬۸۵۰ نفر جمعیت دارد.